# UD 라스팔마스
UD 라스팔마스(스페인어: Unión Deportiva Las Palmas, S.A.D.)는 스페인 카나리아 제도의 도시인 라스팔마스를 연고로 하는 축구 클럽이다. 이 클럽은 1949년 8월 22일에 창단되었으며, 현재 라리가에서 활동하고 있다. 같은 카나리아 제도의 연고팀인 CD 테네리페와 라이벌 관계이며, 이 두 팀이 맞붙는 경기를 카나리아 더비라고 하기도 한다.

## 성적
- 세군다 디비시온
  - 우승 4회 (1953–54, 1963–64, 1984–85, 1999–2000)
- 코파 델 레이
  - 준우승 1회 (1977–78)

## 선수 명단

### 현역
2024년 9월 9일 기준
참고: FIFA 자격 규정에 따라 소속된 국가대표팀 국기를 표시합니다. 선수는 복수의 FIFA 비회원국 국적을 가지고 있을 수 있습니다.
| 번호 | 포지션 | 국적       | 이름              |
| ---- | ------ | ---------- | ----------------- |
| 1    | GK     |            | 야스퍼르 실레선   |
| 2    | DF     |            | 마빈 박           |
| 3    | DF     |            | 미카 마르몰       |
| 4    | DF     |            | 알렉스 수아레스   |
| 5    | MF     |            | 하비 무뇨스       |
| 6    | MF     |            | 파비오 곤살레스   |
| 7    | FW     |            | 페히뇨            |
| 8    | MF     |            | 호세 캄파냐       |
| 9    | FW     |            | 마르크 카르도나   |
| 10   | MF     |            | 알베르토 모레이로 |
| 11   | FW     |            | 베니토 라미레스   |
| 12   | MF     |            | 엔조 루아오디스   |
| 13   | GK     | 크로아티아 | 딘코 호르카슈     |
| 14   | MF     |            | 마누 페스테르     |

| 번호 | 포지션 | 국적       | 이름                                       |
| ---- | ------ | ---------- | ------------------------------------------ |
| 15   | DF     | 스코틀랜드 | 스콧 매케나                                |
| 16   | FW     | 스코틀랜드 | 올리 맥버니                                |
| 17   | FW     |            | 하이메 마타                                |
| 18   | MF     |            | 비티 로사다                                |
| 19   | FW     |            | 산드로 라미레스                            |
| 20   | MF     |            | 키리안 로드리게스 (주장)                   |
| 21   | MF     |            | 이반 힐                                    |
| 22   | DF     |            | 데일리 싱크흐라번                          |
| 23   | DF     |            | 알렉스 무뇨스                              |
| 24   | MF     |            | 아드난 야누자이 (세비야에서 임대)          |
| 25   | GK     |            | 알바로 바예스                              |
| 28   | DF     |            | 후안마 헤어초크                            |
| 29   | MF     | 포르투갈   | 다리우 에수구 (스포르팅 CP에서 임대)       |
| 37   | FW     | 포르투갈   | 파비우 실바 (울버햄프턴 원더러스에서 임대) |

## 역대 감독
| 감독                       | 임기        |
| -------------------------- | ----------- |
| 프란시스코 가르시아 고메스 | 1989 ~ 1990 |
| 프란시스코 헤메스 마르틴   | 2010 ~ 2011 |
| 프란시스코 헤메스 마르틴   | 2017 ~ 2018 |
| 마누엘 히메네스 히메네스   | 2018        |